# Théorie de la dépendance
 (février 2010).

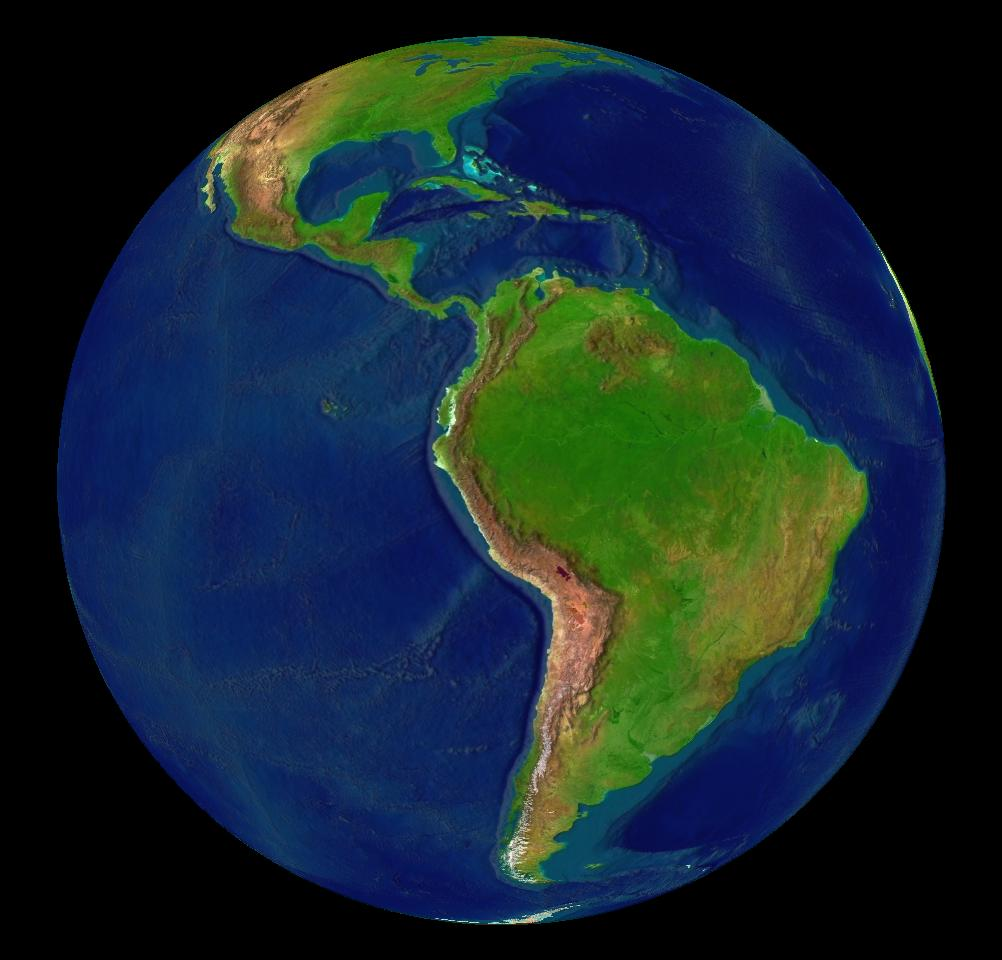
Selon la théorie de la dépendance, la pauvreté, l'instabilité politique et le sous-développement du Sud viennent de l'empreinte laissée par le Nord

La théorie de la dépendance est une théorie issue du champ des sciences sociales (sociologie, histoire, économie et science politique) qui soutient que la pauvreté, l'instabilité politique et le sous-développement des pays du Sud est la conséquence de processus historiques mis en place par les pays du Nord ayant comme résultat la dépendance économique des pays du Sud.
Popularisée dans les années 1960, la théorie a été  nuancée par le décollage économique de certains pays pauvres tels que les Quatre dragons asiatiques (principalement des cités-état off-shore ayant, par ce truchement attirés des fiscalités parmi les plus mobiles) et le développement et de l'Inde. La Chine, est certes devenue l'usine du monde, avec une stabilité politique du fait de son régime, mais sans pour autant rejoindre le haut de la Liste des pays par PIB (PPA) par habitant des pays les plus prospères comme ses voisins coréen et japonais. Le Japon est d'autre part, difficilement intégrable à cette catégorie des exceptions, du fait de son industrialisation bien antérieure, 70 ans avant l'énoncé de cette théorie, durant ère Meiji. Tous ces pays d'Extrême-Orient sont d'anciennes colonies occidentales ou, ayant subi ce que l'on appelle communément des traités inégaux et une ouverture forcée à l’Europe par la diplomatie de la canonnière du 19eme siècle 
Haïti est  l'exemple paradigmatique du fait de la dette contractée lors de son indépendance pourtant obtenue par l’insurrection armée contre la France. On peut comparer aisément Haïti à la République dominicaine. Pourtant toutes deux sur l'île d'Hispaniola, la première grevée pendant 150 ans par les dettes, la seconde dopée par les économies des mêmes pays du nord.
Cette théorie a une certaine proximité avec la notion de néocolonialisme.

## Concept

### Fondements
La théorie de la dépendance se fonde sur une vision du monde holiste. Elle avance que les pays les plus riches ont besoin des plus pauvres afin de s'assurer de la continuité de leur croissance.
Conçue dans les années 1950, lors d'une phase de radicalisation de la compréhension des rapports internationaux et du développement, cette théorie s'oppose alors à la théorie de la modernisation ou de l'industrialisation qui prétend que les pays sont à un stade inférieur de leur développement ou que ces pays ne sont pas intégrés dans l'économie globale. Pour la théorie de la dépendance, ces pays sont intégrés mais sont structurellement mis en état de dépendance continue en appliquant, par exemple, l'interdiction de la production nationale de produits devant être achetés auprès des compagnies coloniales.
Pour André Gunder Frank, la dépendance des pays du Sud s'explique historiquement par la colonisation (Asie, Afrique, Amérique latine par exemple) et par les échanges commerciaux inégaux (par les compagnies comme la Compagnie néerlandaise des Indes orientales ou encore la Compagnie anglaise des Indes orientales). Pour l'économiste argentin Raúl Prebisch, l'enrichissement des pays riches est inversement proportionnel à celui des pays pauvres. Pour les théoriciens de la dépendance, il est actuellement impossible que les pays du Sud se développent sans se libérer des liens de dépendance entretenus avec le Nord puisque le développement des pays du Nord repose sur le sous-développement de ceux du Sud.

### Mécanismes
Bien qu'il existe une multiplicité de théories de la dépendance, tous les théoriciens partagent les observations suivantes : 
1. Les pays les plus pauvres seraient dans l'obligation de fournir des ressources naturelles ou de la main d'œuvre bon marché aux pays les plus riches. Ces obligations sont le résultat de l'histoire de la colonisation.
2. Les pays les plus riches auraient mis en place un ensemble de contraintes (légales, financières, techniques et autres) qui ont rendu les pays les plus pauvres dépendants. Ces contraintes sont, entre autres, le résultat d'un transfert technologique déficient entre les pays riches exportateurs de la technologie et les pays pauvres du Sud qui en sont dépourvus.

## Auteurs
Par ordre alphabétique, non exhaustif : André Gunder Frank, Samir Amin, Giovanni Arrighi, Sergio Bagú, Fernando Henrique Cardoso, Celso Furtado, Raúl Prebisch, Dieter Senghaas (de), Hans Singer, Immanuel Wallerstein, Theotônio dos Santos (es).

## Critiques
Les critiques de la théorie de la dépendance affirment que celle-ci sous-évalue le rôle joué par les élites et économies locales dans le sous-développement chronique de ces pays. Ces critiques montrent par exemple le rôle joué par la corruption ou l'absence de culture de compétition commerciale. Des théoriciens de la dépendance, tels que Fernando Henrique Cardoso, ont admis cet élément.
D'autres critiques affirment que la théorie de la dépendance est trop générale et celle-ci n'a pas suffisamment analysé les disparités du développement entre les pays du Sud.